# Hemofilie
Hemofilia (din limba greacă haima αἷμα 'sânge' și philia φιλία 'dragoste') este o boală ereditară, transmisă de obicei de mamă. Este mult mai frecventă la băieți decât la fete și constă într-o predispoziție spre hemoragie, cauzată de prelungirea timpului de coagulare a sângelui. Ea este un sindrom hemoragipar sever care apare la copiii de sex masculin și este dependent de transmiterea unei gene anormale legată de cromozomul „X”. Hemofilia A (deficiența coagulării factorului VIII) este cea mai răspândită formă a bolii, prezentă la aproximativ 1 din 5.000-10.000 de copii născuți de sex masculin. Hemofilia B (deficiența factorului IX) apare la aproximativ 1 din 20.000-34.000 de nou-născuți de sex masculin.
Termenul de hemofilie a fost introdus prima dată de Schönlein în 1893, deși boala era cunoscută încă din antichitate, fiind descrisă de Rabbi Simon ben Gamaliel în Talmud, de Maimonide (medic și filozof evreu), de Albucasis, medic arab (în secolul al XII-lea), Addis (1911), Patek și Taylor în 1937 - ei au demonstrat prezența unui factor activ antihemofilic în plasma normală.